# جراحة البطن
جراحة البطن (بالإنجليزية: Abdominal surgery) هو نوع الجراحة الذي يغطي نطاق واسع من العمليات التي تنطوي على فتح البطن. جراحة كل جهاز في البطن يتم التعامل معه على حدة فيما يتعلق بوصف ذلك الجهاز (انظر المعدة والكلى والكبد الخ).
يتم التعامل مع الأمراض التي تؤثر على تجويف البطن عموما تحت أسماء خاصة بها (مثل التهاب الزائدة الدودية).